# Oles Ulianenko

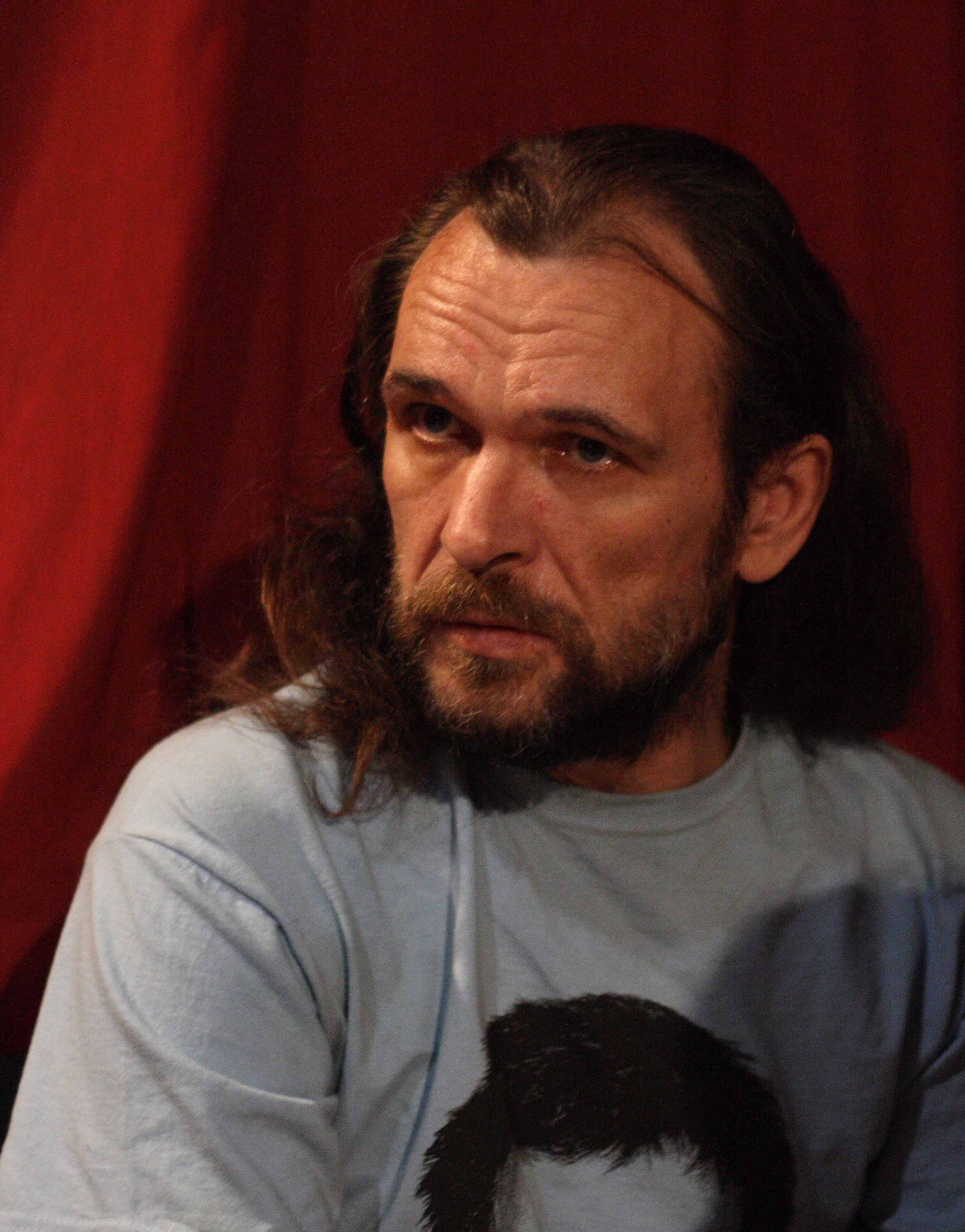
Oles Ulianenko

Oleksandr Stanislavovych Ulianenko ( em ucraniano:  Оле́сь Улья́ненко   , pronunciado [oˈlʲɛsʲ ʊlʲɐˈnɛnko] ; Kiev, 14 de agosto (oficialmente 8 de maio de 1962 - 17 de agosto de 2010) foi um escritor ucraniano conhecido pelo pseudônimo de Oles Ulianenko . Foi o mais jovem vencedor do Prêmio Nacional Shevchenko, que recebeu em 1997, aos 35 anos, por seu romance Stalinka (1994).
Ele também ganhou prêmios das revistas Suchasnist e Blahovist .

## Vida pessoal

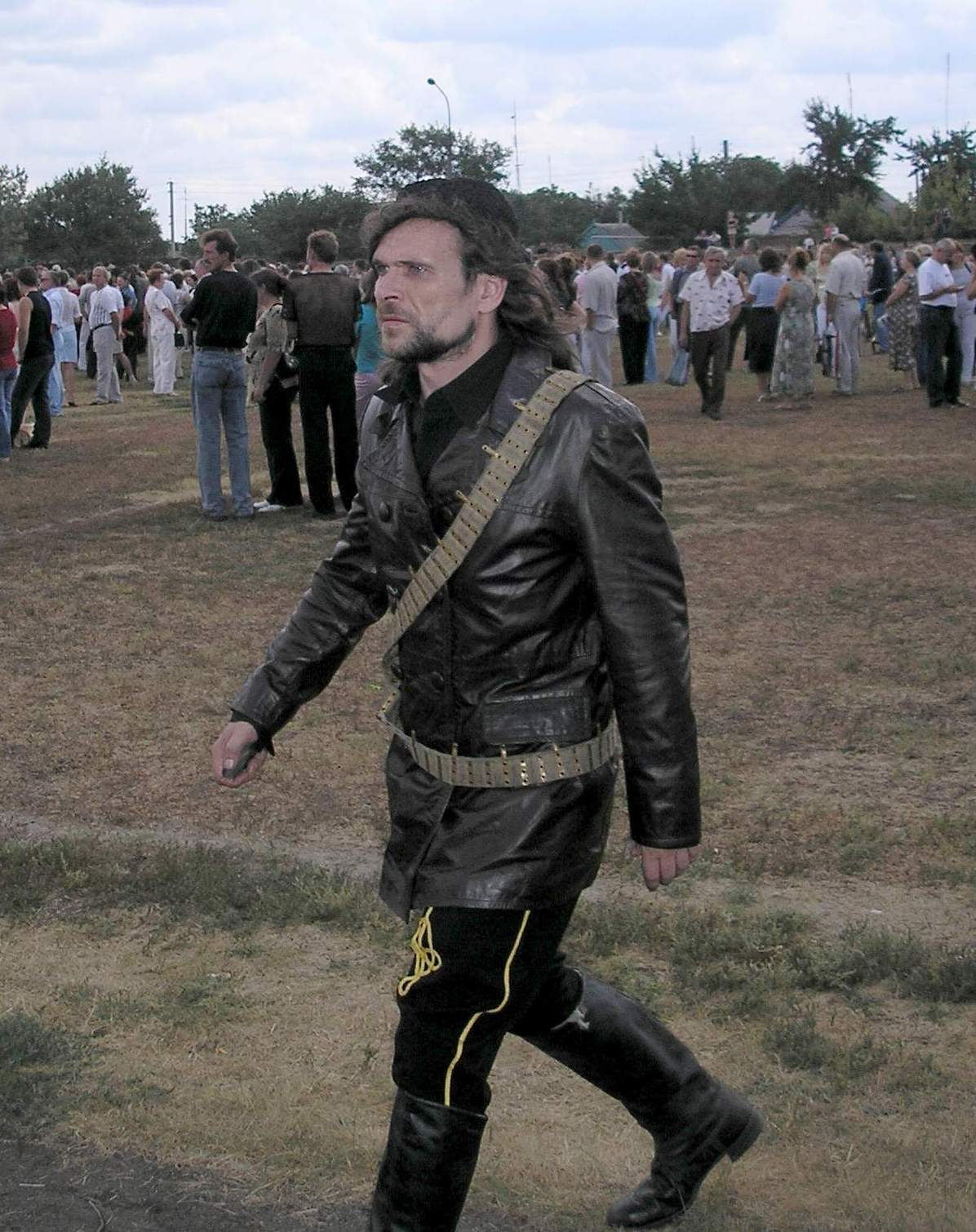
Oles Ulianenko em um festival na Ucrânia

Ulianenko se formou na Escola Náutica de Mykolaiv e serviu nas Forças Aéreas Soviéticas na Alemanha e no Afeganistão.  Enquanto morava em Leningrado, ele conheceu o rock local, aprendeu a tocar violão e tentou formar uma banda.  Ele foi casado por sete anos antes de se divorciar.

## Carreira
Em vários pontos, o trabalho de Ulianenko foi censurado pelo governo ucraniano por seu conteúdo explícito. Em 2009, por exemplo, o Conselho Nacional de Televisão e Radiodifusão da Ucrânia, por recomendação da Comissão Nacional de Especialistas da Ucrânia sobre a Proteção da Moralidade Pública, bloqueou a publicação de seu romance Жінка його мрії ("A mulher de seus sonhos").
O último trabalho de Ulianenko publicado durante sua vida foi um melodrama criminal chamado Там, де Південь ("Where the South Is"), lançado em dezembro de 1999. Em 2000, escreveu o roteiro do filme Украдене Щастя ("Stolen Happiness") com o diretor Andrii Donchyk, baseado na peça homônima de Ivan Franko . A quarta parte do filme foi lançada em 2004.
O livro Oles Ulianenko: Sem Censura foi lançado em 15 de agosto de 2010, para marcar o 48º aniversário de Ulianenko. Inclui aproximadamente 40 entrevistas com ele conduzidas por várias publicações e canais de televisão de 1994 a 2010. Também inclui uma descrição detalhada e documentos do processo de Ulianenko contra a Comissão Nacional de Especialistas da Ucrânia sobre a Proteção da Moralidade Pública, preparados por seu advogado, Oleh Veremiienko.
Ulianenko morreu em 17 de agosto de 2010, em seu apartamento em Kiev, em circunstâncias pouco claras. Ele foi enterrado no Cemitério Kiev Baikove (Seção 33).
Em abril de 2013, uma edição revisada de The Woman of His Dreams foi publicada.

### romances
- Stálinka (1994)
- Conto de Inverno (1995)
- Olho de Fogo (1997)
- Rapsódia boêmia (1999)
- Filho da Sombra (2001)
- Delfim de Satanás (2003)
- Sinal de Savoofa (2003)
- Flores de Sodoma (2005)
- Serafima (2007)
- A Mulher dos Seus Sonhos (2010)
- Prorok (2013)

### contos
- "Siedoi" (2003)
- "Onde está o sul" (2010)
- Anjos da Vingança (2012)